# Helvi Sipilä
Helvi Linnea Aleksandra Sipilä, née le 5 mai 1915 à Helsinki (grand-duché de Finlande) et morte le 15 mai 2009 au même endroit, est une diplomate et femme politique finlandaise.

## Biographie
Née en 1915 à Helsinki, elle est une fille unique d'agriculteurs qui la poussent à faire des études. En 1939, elle devient une des premières femmes juristes finlandaises. Elle commence sa carrière comme avocate et ouvre son propre cabinet en 1943. C'est la première femme à devenir secrétaire générale assistante des Nations unies en 1972,,,. À ce titre, elle est chargée du Centre de développement social et des affaires humanitaires de 1972 jusqu'à son départ, en 1980. Elle organise la première Conférence mondiale sur les femmes (en) en 1975. Elle exerce une grande influence sur la décision des Nations unies de célébrer l'année internationale des femmes cette année-là, et celle de créer en 1976 le Fonds de développement des femmes (UNIFEM).
Elle occupe également plusieurs postes de direction dans des organisations civiques internationales, comme l'Association mondiale des guides et éclaireuses, la Fédération internationale des femmes juristes, Zonta International et le Conseil international des femmes.
En 1982, elle est la première femme candidate au poste de président de la Finlande, pour le Parti libéral populaire. Elle termine en cinquième position de l'élection présidentielle.

## Hommage et postérité

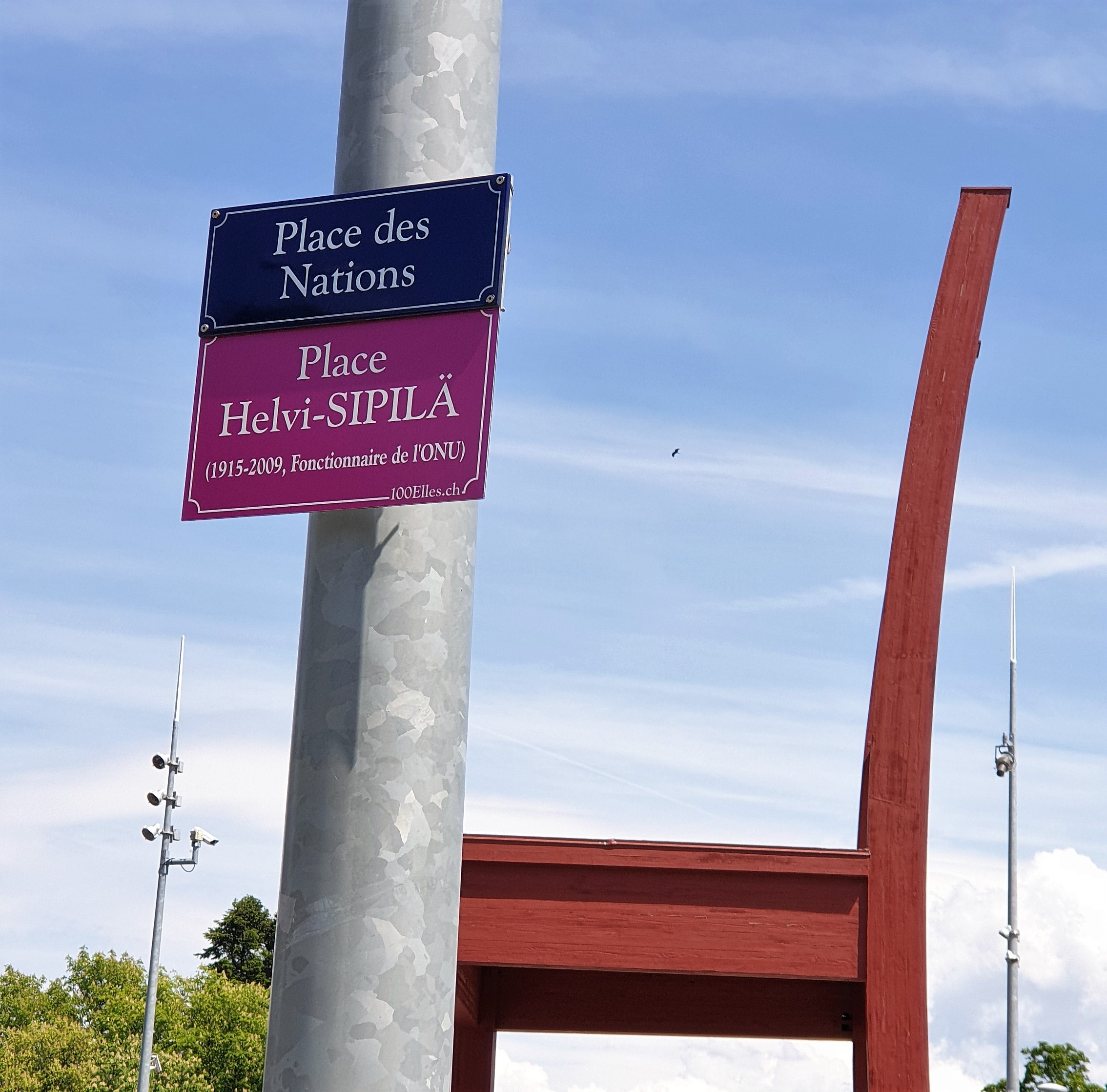
Place Helvi-Sipilä (renommage temporaire de la place des Nations à Genève).

Elle est titulaire de douze doctorats honoris causa.
En 2001, elle est nommée ministre à titre honorifique.
En 2019 à Genève l'association l'Escouade, dans le cadre du projet 100elles, renomme temporairement une place à son nom,.